# Sæglópur
Singles de Sigur Rós
Glósóli (en)
(2005) Hoppípolla
(2005)
Sæglópur EP (Perdu en mer, en français) est sorti en 2006. C'est un coffret CD et DVD du groupe islandais Sigur Rós composé de Sæglópur (piste 6 de l'album Takk…) et de 3 chansons inédites : Refur, O Fridur, Kafari. Il contient également un DVD où l'on peut découvrir les clips vidéos de Sæglópur, Hoppípolla et Glósóli.

## Pistes
| 1. | Sæglópur         |  |
| 2. | Refur            |  |
| 3. | Ó Fridur         |  |
| 4. | Kafari           |  |
| 1. | Sæglópur (DVD)   |  |
| 2. | Hoppípolla (DVD) |  |
| 3. | Glósóli (DVD)    |  |